# Outlander: Blood of My Blood
Outlander: Blood of My Blood é uma futura série de televisão da Starz que servirá como uma prequela da série Outlander, que é baseada na série de livros de mesmo nome da autora Diana Gabaldon. Contará com dez episódios, e a data de estreia ainda não foi definida. 
A série narra a história dos pais dos protagonistas da produção original, Jamie Fraser e Claire Beauchamp. Os pais de Jamie vivem na Escócia do século XVIII, e serão interpretados por Harriet Slater, como Ellen MacKenzie, e Jamie Roy, como Brian Fraser. Já os pais de Claire serão interpretados por Hermione Corfield como Julia Moriston, e Jeremy Irvine como Henry Beauchamp.

## Premissa
A série conta a história de romance que mostra como os pais de Jamie Fraser se uniram no século XVIII, na Escócia, e como os pais de Claire Beauchamp se conheceram durante o século XX na época da Primeira Guerra Mundial, na Inglaterra.

## Elenco
- Harriet Slater como Ellen MacKenzie, a futura mãe de Jamie
- Jamie Roy como Brian Fraser, o futuro pai de Jamie
- Hermione Corfield como Julia Moriston, a futura mãe de Claire
- Jeremy Irvine como Henry Beauchamp, o futuro pai de Claire
- Tony Curran como o Lorde Lovat, o avô paterno de Jaime
- Rory Alexander como o jovem Murtagh Fitzgibbons Fraser
- Sam Retford como Dougal MacKenzie
- Séamus McLean Ross como Colum MacKenzie
- Conor MacNeill como o jovem Ned Gowan
- Brian McCardie como Isaac Grant, chefe do clã Grant
- Jhon Lumsden como Malcolm Grant, filho de Isaac e pretendente em potencial de Ellen MacKenzie
- Sara Vickers como Davina Porter, uma empregada da família Lovat e mãe de Brian Fraser
- Peter Mullan como Jacob "o Vermelho" MacKenzie, Laird do Castelo Leoch
- Sadhbh Malin como a jovem Jocasta Cameron, tia materna de Jamie
- Adam McNamara como John Cameron, marido de Jocasta
- Ailsa Davidson como Janet, irmã de Jocasta
- Sally Messham como a Sra. Fitz, a criada de Ellen
- Terence Rae como o jovem Arch Bug, segurança do clã Grant
- Annabelle Dowler como Lizbeth, chefe de Julia Moriston no Departamento da Guerra
- Harry Eaton como o soldado Charlton, colega e amigo de Henry Beauchamp

## Episódios
| Nº geral | Nº temp. | Título                          | Dirigido por  | Escrito por                         | Exibição               |
| -------- | -------- | ------------------------------- | ------------- | ----------------------------------- | ---------------------- |
| 1        | 1        | "Providence"                    | Jamie Payne   | Matthew B. Roberts                  | 8 de agosto de 2025    |
| 2        | 2        | "S.W.A.K. (Sealed with a Kiss)" | Jamie Payne   | Kiersten Van Horne                  | 8 de agosto de 2025    |
| 3        | 3        | "School of the Moon"            | Jamie Payne   | Curtis Kheel e Margot Ye            | 15 de agosto 2025      |
| 4        | 4        | "A Soldier's Heart"             | Emer Conroy   | Macy Grace Smolsky                  | 22 de agosto de 2025   |
| 5        | 5        | "Needfire"                      | Emer Conroy   | Taylor Mallory                      | 29 de agosto de 2025   |
| 6        | 6        | "Birthright"                    | Matthew Moore | Danielle Berrow                     | 6 de setembro de 2025  |
| 7        | 7        | "Luceo Non Uro"                 | Matthew Moore | Margot Ye                           | 13 de setembro de 2025 |
| 8        | 8        | "A Virtuous Woman"              | Azhur Saleem  | Kiersten Van Horne                  | 20 de setembro de 2025 |
| 9        | 9        | "Braemar"                       | Azhur Saleem  | Diana Gabaldon                      | 27 de setembro de 2025 |
| 10       | 10       | "Something Borrowed"            | Azhur Saleem  | Diana Gabaldon e Matthew B. Roberts | 10 de outubro de 2025  |

## Produção

### Desenvolvimento
Em fevereiro de 2022, foi noticiado que uma prequela estaria sendo desenvolvida, com o roteiro e produção executiva de Matthew B. Roberts. Além disso, foi revelado que Ronald D. Moore, produtor da série original, também seria o diretor executivo, junto a Maril Davis, sob a companhia deles, Tall Ship Productions. O estúdio é Sony Pictures Television, e Story Mining & Supply Company realizará a produção executiva, com Diana Gabaldon atuando como produtora executiva.
Em maio de 2022, o produtor executivo, Maril Davis, confirmou que o foco da série seria os pais de Jamie Fraser. Em agosto de 2022, foi confirmado que o título da série seria Blood of my Blood. Em janeiro de 2023, a emissora Starz encomendou a produção de uma primeira temporada com 10 episódios.
Em julho de 2024, o site da revista Entertainment Weekly divulgou as primeiras fotos dos personagens da série.

### Elenco
Em fevereiro de 2024, foi revelado que Harriet Slater, Jamie Roy, Hermione Corfield, e Jeremy Irvine foram escolhidos para os papéis dos pais de Jamie e Claire, respectivamente. Já Tony Curran foi escolhido para interpretar o avô de Jamie. Mais tarde foi divulgado que os atores Rory Alexander, Sam Retford, Séamus McLean Ross, e Conor MacNeill interpretariam as versões jovens dos personagens da série original. Brian McCardie, Jhon Lumsden, Sara Vickers, e Peter Mullan foram adicionados ao elenco em abril. Ainda em abril, foi anunciada a adição de outros atores: Sally Messham, Terence Rae, Sadhbh Malin, Ailsa Davidson, Annabelle Dowler e Harry Eaton.

### Filmagens
As gravações tiveram início no mês de janeiro de 2024 em Glasgow, na Escócia. No entanto, a produção teve de ser adiada devido a tempestades na área, e as filmagens recomeçaram no final de fevereiro. Assim como na série original, o Castelo de Doune foi usado para fazer o papel do Castelo de Leoch, que é a sede do clã MacKenzie.
Em 19 de julho de 2024, a Starz anunciou que as filmagens tinham terminado.